# 재일본조선사회과학자협회
재일본조선사회과학자협회(在日本朝鮮人科学技術協会)는 일본 도쿄도에 위치한 재일 한국인들의 과학·기술자 단체이다. 조총련의 하부조직으로, 재일 한국인들에 의해 1959년에 설립되었다. 선진 과학기술의 획득 및 기술자 육성을 목적으로 하고 있다.